# 박종호 (1973년)
박종호(朴鍾皓, 1973년 7월 27일 ~ )는 전 KBO 리그 LG 트윈스의 내야수이자, 현 백송고등학교 야구부의 감독이다. 대표적인 스위치 히터로 알려져 있다.

## 선수 시절

### LG 트윈스시절
1992년에 입단해 주로 내야수로 활동했다. 1994년 105경기에 출장해 2할대 타율, 6홈런, 56타점, 21도루를 기록하며 팀의 2번째 한국시리즈 우승에 기여했고, 골든 글러브(2루수 부문)를 수상했다. 이후 잦은 부상에 시달리며 별다른 활약을 보여 주지 못하자 팀은 1998년 시즌 중 현대 유니콘스의 투수였던 최창호와 트레이드를 단행했고, 이 트레이드를 통해 1998년 시즌 중 현대 유니콘스로 이적했다.

### 현대 유니콘스시절
그는 이듬해 1999년부터 팀의 2번 타자 역할로 전준호와 더불어 테이블 세터로 활동했다. 2000년 시즌에 타격왕에 올랐는데, 이는 KBO 리그 역사상 최초의 양손 타자(스위치 히터) 타격왕이었다. 그 뒤 2001년에는 2할대 중반의 타율로 저조했고, 2002년에도 2할대 중반의 타율을 기록했다. 2003년 시즌에 2할대 후반의 타율을 기록해 팀의 창단 3번째 우승에 기여했고, 이후 FA 자격을 얻자 삼성 라이온즈와 계약했다. 이 때 팀에서는 청주기계공업고등학교 출신 투수 노병오를 보상 선수로 지명했다. 2000년 하계 올림픽에 참가해 동메달을 획득했다.

### 삼성 라이온즈시절
2003년에 4년 22억에 계약을 맺고 이적했다. 2004년에는 2003년의 39경기 연속 안타 기록을 그대로 이어가는 등 꾸준히 활약했으나, 두산 베어스와의 플레이오프에서 부상을 당했다.

### KIA 타이거즈시절
2007년 KIA 타이거즈로 이적하였으나 뚜렷한 활약없이 팔꿈치 부상까지 당했다. 2009년 4월 말에 LG 트윈스 1군에 올라왔으나, 그 해 7월 3일에 방출됐다.

### LG 트윈스복귀
방출 후 대구에서 잠시 사업을 했다. 2010년에 친정 팀 LG 트윈스 복귀설이 나돌았고, 2008년 시즌 후 연봉 6,000만원의 조건으로 계약하며 복귀했다. 복귀 후 2009년에 주로 백업으로 활동했다. 박경수의 부상 때 공백을 메워줬으며, 안정된 수비를 보였다. 친정 팀으로 돌아와 꾸준한 활약을 보인 후 2010년에 은퇴했다.

## 야구선수 은퇴 후
2011년에 LG 트윈스 2군 인스트럭터에 선임됐다.

## 출신 학교
- 서울구암초등학교
- 서울 성남중학교
- 서울 성남고등학교

## 통산 기록
| 연 도           | 소 속           | 나 이           | 출 장 | 타 석 | 타 수 | 득 점 | 안 타 | 2 루 타 | 3 루 타 | 홈 런 | 타 점 | 도 루 | 도 실 | 볼 넷 | 삼 진 | 타 율 | 출 루 율 | 장 타 율 | O P S | 루 타 | 병 살 타 | 몸 맞 | 희 타 | 희 플 | 고 4 |
| --------------- | --------------- | --------------- | ----- | ----- | ----- | ----- | ----- | ------- | ------- | ----- | ----- | ----- | ----- | ----- | ----- | ----- | -------- | -------- | ----- | ----- | -------- | ----- | ----- | ----- | ---- |
| 1992            | LG              | 20              | 45    | 81    | 73    | 10    | 14    | 0       | 1       | 1     | 7     | 0     | 1     | 6     | 9     | .192  | .272     | .260     | .532  | 19    | 2        | 2     | 0     | 0     | 0    |
| 1993            | LG              | 21              | 91    | 368   | 316   | 42    | 83    | 15      | 4       | 6     | 33    | 8     | 4     | 28    | 53    | .263  | .331     | .392     | .724  | 124   | 0        | 5     | 18    | 1     | 0    |
| 1994            | LG              | 22              | 105   | 400   | 335   | 59    | 87    | 14      | 6       | 6     | 56    | 21    | 10    | 45    | 44    | .260  | .366     | .391     | .757  | 131   | 8        | 13    | 4     | 3     | 2    |
| 1995            | LG              | 23              | 61    | 244   | 207   | 26    | 52    | 5       | 3       | 0     | 22    | 12    | 7     | 20    | 24    | .251  | .331     | .304     | .635  | 63    | 5        | 8     | 2     | 7     | 0    |
| 1997            | LG              | 25              | 65    | 199   | 160   | 16    | 35    | 4       | 2       | 0     | 11    | 2     | 2     | 24    | 26    | .219  | .337     | .269     | .606  | 43    | 4        | 5     | 9     | 1     | 0    |
| 1998            | LG              | 26              | 60    | 204   | 158   | 27    | 34    | 6       | 2       | 1     | 15    | 6     | 1     | 35    | 31    | .215  | .364     | .297     | .661  | 47    | 3        | 3     | 6     | 2     | 0    |
| 1998            | 현대            | 26              | 43    | 68    | 60    | 11    | 16    | 2       | 0       | 1     | 3     | 2     | 1     | 5     | 10    | .267  | .343     | .350     | .693  | 21    | 0        | 2     | 1     | 0     | 0    |
| 98합            | 현대            | 26              | 103   | 272   | 218   | 38    | 50    | 8       | 2       | 2     | 18    | 8     | 2     | 40    | 41    | .229  | .359     | .312     | .670  | 68    | 3        | 5     | 7     | 2     | 0    |
| 1999            | 현대            | 27              | 119   | 473   | 396   | 79    | 119   | 29      | 4       | 10    | 55    | 13    | 3     | 28    | 53    | .301  | .388     | .470     | .858  | 186   | 4        | 31    | 14    | 4     | 1    |
| 2000            | 현대            | 28              | 121   | 541   | 441   | 89    | 150   | 30      | 3       | 10    | 58    | 9     | 5     | 61    | 47    | .340  | .428     | .490     | .918  | 216   | 4        | 12    | 20    | 7     | 0    |
| 2001            | 현대            | 29              | 123   | 542   | 456   | 67    | 110   | 12      | 3       | 9     | 65    | 5     | 1     | 46    | 53    | .241  | .331     | .340     | .671  | 155   | 14       | 16    | 22    | 2     | 1    |
| 2002            | 현대            | 30              | 108   | 468   | 402   | 58    | 107   | 15      | 2       | 7     | 53    | 4     | 4     | 25    | 42    | .266  | .326     | .366     | .691  | 147   | 4        | 11    | 29    | 1     | 0    |
| 2003            | 현대            | 31              | 131   | 597   | 502   | 90    | 147   | 26      | 4       | 6     | 61    | 6     | 4     | 47    | 53    | .293  | .371     | .396     | .768  | 199   | 6        | 18    | 26    | 4     | 0    |
| 2004            | 삼성            | 32              | 132   | 587   | 514   | 78    | 145   | 25      | 0       | 8     | 59    | 7     | 2     | 47    | 55    | .282  | .350     | .377     | .728  | 194   | 10       | 9     | 13    | 4     | 0    |
| 2005            | 삼성            | 33              | 119   | 484   | 392   | 63    | 105   | 21      | 0       | 4     | 36    | 5     | 2     | 46    | 48    | .268  | .368     | .352     | .720  | 138   | 4        | 18    | 25    | 3     | 1    |
| 2006            | 삼성            | 34              | 104   | 330   | 273   | 22    | 65    | 13      | 0       | 1     | 30    | 3     | 1     | 30    | 30    | .238  | .325     | .297     | .622  | 81    | 10       | 7     | 16    | 4     | 0    |
| 2007            | 삼성            | 35              | 17    | 31    | 27    | 0     | 5     | 3       | 0       | 0     | 4     | 0     | 0     | 1     | 3     | .185  | .214     | .296     | .511  | 8     | 2        | 0     | 3     | 0     | 0    |
| 2008            | 삼성            | 36              | 33    | 94    | 82    | 8     | 19    | 2       | 0       | 0     | 5     | 0     | 1     | 9     | 12    | .232  | .304     | .256     | .560  | 21    | 2        | 0     | 2     | 1     | 0    |
| 2009            | LG              | 37              | 62    | 190   | 161   | 16    | 43    | 5       | 1       | 1     | 11    | 0     | 0     | 22    | 19    | .267  | .357     | .329     | .686  | 53    | 1        | 1     | 5     | 1     | 0    |
| KBO 통산 : 17년 | KBO 통산 : 17년 | KBO 통산 : 17년 | 1539  | 5901  | 4955  | 761   | 1336  | 227     | 35      | 71    | 584   | 103   | 49    | 525   | 612   | .270  | .356     | .373     | .728  | 1846  | 83       | 161   | 215   | 45    | 5    |

- 시즌 기록 중 굵은 글씨는 해당 시즌 최고 기록, 빨간 글씨는 한국 프로야구 역사상 최고 기록